# Карибська райка велетенська
Карибська райка велетенська (Osteopilus vastus) — вид земноводних роду Карибська райка родини Райкові.

## Опис
Спостерігається статевий диморфізм: самиці більші за самців. Самиці досягають завдовжки 14,5 см, самці трохи дрібніше — до 11 см. Велика, але при цьому досить граційна райка. Витягнуте, але досить пухке тіло з витонченою головою й дуже великими очима. Шкіра на тілі груба, шорстка, вкрита численними горбиками. На довгих пальцях розвинені великі округлі присоски. Перетинка на задніх лапах доходить до присосок, на передніх — до середини пальців. Вузька фестончата облямовка тягнеться по задньому краю передпліччя й гомілки, така ж облямовка є і на каудальній області.
Забарвлення коливається від зеленувато-коричневого до сіро-зеленого з поперечними темними та світлими смугами на лапах і плямами по всьому тілу.

## Спосіб життя
Полюбляє помірно-вологі широколистяні ліси, зазвичай тримається по берегах струмків і невеликих річок. Зустрічається на висоті від 300 до 1700 м над рівнем моря. Активна вночі. Живиться безхребетними та дрібними земноводними.
Парування починається з березня. Під час шлюбного періоду самці збираються на листі дерев, що нависають над водою, і видають призовні крики. Самиця відкладає до 1000 яєць. Гнізда з ікрою прикріплюються на рослинності над водоймою.

## Розповсюдження
Це ендемік острова Гаїті.